# セントーン

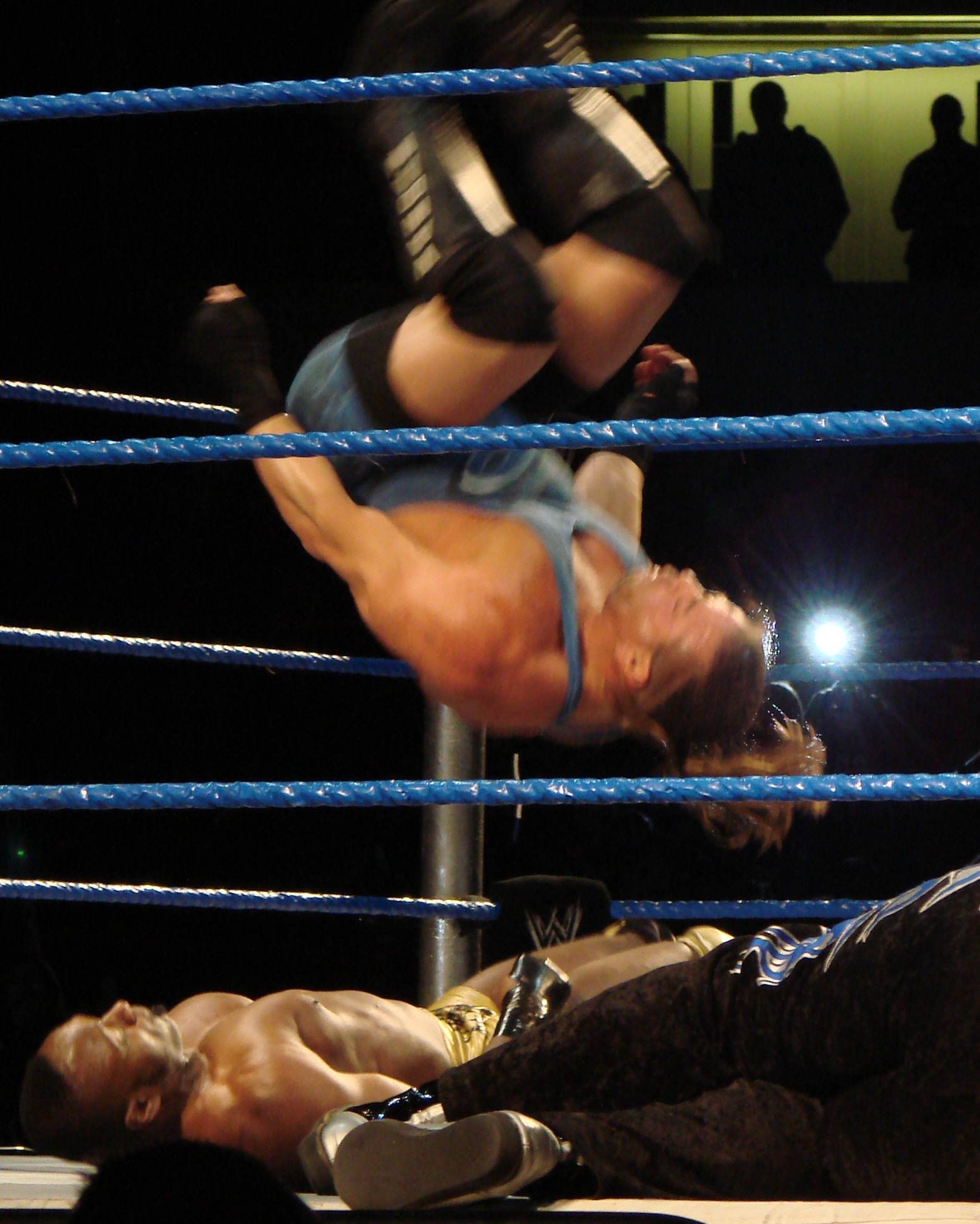
ロブ・ヴァン・ダムによるセントーン（ローリング・サンダー）。

セントーン（Senton）は、プロレス技の一種である。別名は「背面落とし（はいめんおとし）」。

## 概要
メキシコのルチャリブレ発祥の技で、「セントーン」とはスペイン語で「尻餅」を意味する。マット上で倒れている相手に対し、ジャンプして空中で自身の体を仰向けにし、その名の通り尻餅をつくように自らの背面や臀部を浴びせる。バリエーションとして、助走をつけてジャンプして決めるランニング式がある。
またトップロープから放つダイビング・セントーン（後述）の場合、「受ける側はもとより、避けられたら放つ側も大ダメージを負ってしまうリスクの大きい技」という危惧をファンに抱かせることができる大技である。しかし、放つ側は避けられたとしても、ドロップキックの着地とほぼ同様の受身が取れるため大きなダメージは残らない。
開発者はメキシコでミドル級のルードとして活躍したレネ・グアハルドとされる。以降、ペロ・アグアヨをはじめメキシコのルチャドールによって広められた。日本におけるセントーンの名手として、ヒロ斎藤は「ミスター・セントーン」、ディック東郷は「マスター・オブ・セントーン」の異名を持ち、彼らの代名詞となった。川畑輝鎮、三沢光晴、スーパー・ストロング・マシーン、マサ北宮、KAORUなども使用。

## 派生技

### サンセット・フリップ系の派生技
サンセット・フリップ
サマーソルト・ドロップとも呼ばれる。倒れた相手に対し、その場で（または助走をつけて）前方宙返りをして、自らの背面を浴びせかける。元祖はエドワード・カーペンティアで、彼の影響を受けたマイティ井上は自身の代名詞的な技として用いた。他の使い手ではビクター・リベラ、ラニー・ポッフォ、マーク・メロなど、カーペンティアや井上と同じく空中戦を得意とする中軽量級のレスラーが多いが、スーパーヘビー級のドン・レオ・ジョナサンも使用していた。
スチーム・ローラー
サンセット・フリップの一種であるが、空中に体を浮かせない点が異なる。倒れた相手に向かって「でんぐり返し」をして身体を浴びせかける。欧州マット界の盟主だったオットー・ワンツの得意技。ワンツは巨漢であり、体重そのものが武器になっていた。ワンツと同様に重量級のジャイアント・キマラ（2代目）も使用。
ローリング・サンダー
サンセット・フリップの一種で、ロープで反動をつけて前方回転してから決める。ロブ・ヴァン・ダムの得意技で、日本人選手では梶トマトが使用。モハメド・ヨネも同名の技を使用しているが、ヨネのものは蹴り技であり、別の技である。

### ポスト上からの派生技
ダイビング・セントーン
寝ている相手に対し、トップロープやセカンドロープから相手に向かって大きくジャンプし、空中で背中を下にしてそのまま相手の上に背中や臀部から落ちる技。通常のセントーン同様に使用者は多く、ヒロ斉藤、ディック東郷、川畑輝鎮、スーパー・ストロング・マシン、マサ北宮、金村キンタロー、KAORU、中島翔子、葉月など。セントーンを得意とする者が奥の手としているパターンも多い。
セントーン・アトミコ
ザ・グレート・サスケが開発した前転式ダイビング・セントーン。コーナートップから空中で前方に270度回転して背面から相手の上に落下する。自身の後頭部や肩口あたりから相手に浴びせていくフォームのものと、背中や臀部を浴びせていくフォームがあるが、前者は首への負担が大きい。オカダ・カズチカ、石森太二なども使用するほか、ジェフ・ハーディーやMIKAMIなどは「スワントーン・ボム」（セントーン・ボム）、森隆行は「エレガントーン」の名称で使用。
リバース・セントーン
川畑輝鎮が考案。コーナー付近で倒れている相手に放つもので、リングに背を向けてコーナーのセカンドロープに両足をかける形で登り、トップロープを両手で掴んだまま、ロープのリバウンドを利用して後方へ大きくジャンプ。空中で自分の体がマットとほぼ平行になった状態の時に両手をロープから離すと同時に、空中で後方宙返りして背中が下に向くようにし、背中から相手の上に落ちる。
ローリング・セントーン
寝ている相手に対し、トップロープ上、またはセカンドロープにリングに背を向けて立ち、後ろ向きにジャンプして捻りを加えながら正面に向きを変えつつ、前方回転して背面や臀部、または後頭部あたりから相手の上に落下するセントーン。コーナーへジャンプして飛び乗って仕掛ける選手も多い。ハヤブサが初期から使用しているほか、おもな使用者は金本浩二、川畑輝鎮、佐々木健介など。
ラ・ブファドーラ・アトミコ
ダウンしている相手に対し、ロープに向かって走り、セカンドロープに飛び乗って後ろ向きにジャンプ、空中で体に捻りを入れて向きを変えながら前転し、背面や臀部、または後頭部あたりから相手の上に落下する。ロープ飛び乗り式のローリング・セントーン。おもな使用者はハヤブサなど。
セントーン・レベルサ
リングに背を向けた状態でコーナー上に立ち、ジャンプしながら空中で体を約450度ほど後方に回転させ、仰向けに寝ている相手の上にセントーンの形で背面から落下する高難易度の技。ザ・グレート・サスケ、MIKAMIらが使用。
ヴァルキリー・スプラッシュ
上記ローリング・セントーンの派生技。ムーンサルトプレスのようにコーナーから跳躍してから、体を180度捻ってセントーンの形で落ちる技。KAORUの得意技。ミラノコレクションA.T.はライオンサルトのようにロープの反動で跳躍し、ヴァルキリー・スプラッシュを見舞う「アルマニッシュ・エクスチェンジ」を使用する。
630°スプラッシュ
コーナートップから630度前方に回転してのセントーン。ジャック・エバンスが考案した技で、エバンスのほかにMIKAMIが「ディープ"M"インパクト」の名称で使用し、ジェレル・クラーク、リコシェ、PACなども使用する。日本人では小学生プロレスのRIKUが小学6年生という若さで使用していた。
コークスクリュー630°
ジャック・エバンスが稀に放つ技で、和名は「不死鳥魂」。リングに背を向けた状態で、コーナーからひねりを加えてジャンプ。空中で横に180度、前方に630度回転してのセントーン。日本人では、小学生プロレスのRIKUが小学6年生という若さで使用していた。そのほかに飯伏幸太が自身の必殺技のフェニックス・スプラッシュに180度の縦回転を加えたものを、「フェニックス式ローリングセントーン」の名称で使用している。またプロレスゲームソフト「ファイヤープロレスリングワールド」では、「コークスクリューキャノンボールセントーン」の名称で解禁、使用することができる。
スパイラル・タップ
AJスタイルズやアレハンドロ・サエスの得意技。コーナートップから飛んで、空中で前方に約270度回転しながら横方向に約360度回転して、倒れている相手に背面や臀部などから落下する。
ファンタスティック・フリップ
ザ・ファンタスティックス（ボビー・フルトン&トミー・ロジャース）による合体技で、ツープラトンのダイビング式サンセット・フリップ。
コーナー最上段に立ったパートナーの両手首を、もう一方のパートナーが（コーナーに背を向けた状態で）両手で掴み、そのままパートナーを前方回転させて、マット上にダウンしている相手に背面から投げつける。

### 立っている相手への派生技
ジャンピング・バック・アタック
立っている相手に向かって走っていき、大きくジャンプし、空中で体を前後反転させて、背中や臀部から相手にぶつかっていく体当たり技。コーナーにもたれかかっている相手にかけるものが多い。リバース式ジャンピング・ボディ・アタック。
前転式ボディ・アタック
立っている相手に向かって、助走をつけて前転し、そのまま自身の背面や臀部から相手にぶつかっていく体当たり技。コーナーにもたれかかっている相手にかけるものが多。芸能プロダクション「ステッカー」代表取締役であるコズモ難波こと難波規精が学生プロレス時代に「コズモ難波スペシャル」の名称で得意としていた。同型の技を土井成樹が「大暴走」、ジュース・ロビンソンが「キャノン・ボール」の名称で使用している。
ダイビング・セントーン・アタック
高橋ヒロム使用。
場外又は、リング上に立っている相手に繰り出すダイビング式のセントーン。コーナー最上段からジャンプと同時に体を上向きにし、臀部から体重を浴びせるのが特徴。主に場外にいる相手に使用。CMLL参戦時代のカマイタチのレスラー時代から愛用する得意技。
トペ・コン・ヒーロ
リング内から場外の相手に向かって走り、トップロープを超えて前転し、背面や臀部から相手にぶつかっていく技。
ウルトラ・タイガー・ドロップ
リング内から場外の相手に向かって、トップロープに飛び乗り、前転して背面や臀部から相手にぶつかっていく技。三沢光晴がタイガーマスク時代に考案。
ウルトラ・タイガー・アタック
立っている相手に対しトップロープやセカンドロープからジャンプして空中で前転し、立っている相手に背面や臀部から相手にぶつかっていく技。リング内の相手にかけるほか、場外の相手に対してもかける。タイガーマスク時代の三沢光晴が、ウルトラ・タイガー・ドロップをアレンジして考案。三沢光晴のほかにも、浅子覚や清宮海斗も使用。